# 코레카

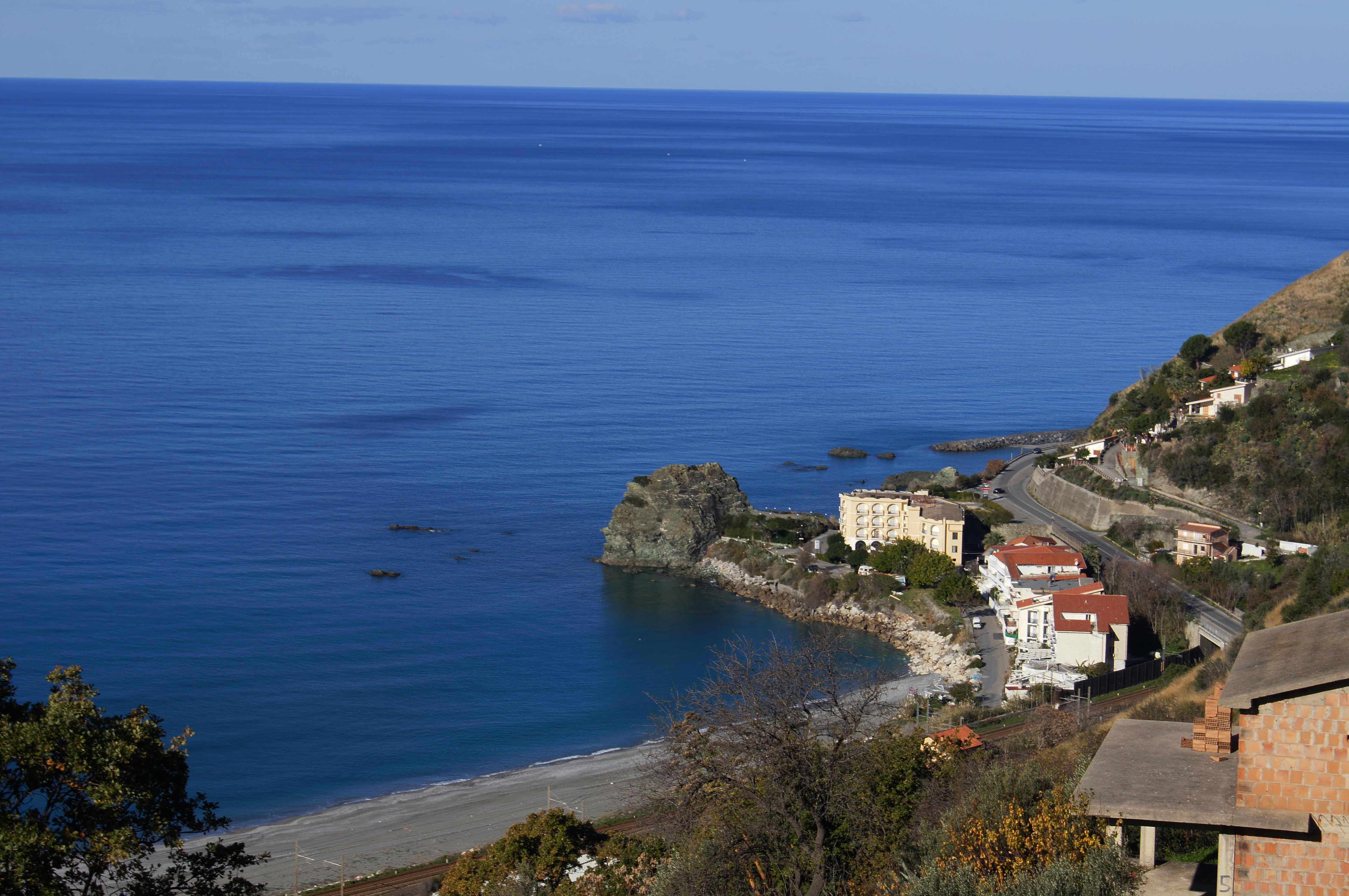
코레카

코레카(이탈리아어: Coreca)는 이탈리아 칼라브리아주 코센차도 아만테아 코무네에 위치한 마을(Frazione, 프라치오네)로 면적은 4km2, 높이는 18m, 인구는 700명/km2, 인구 밀도는 180명/km2이다.